# Petropawliwśke (obwód kijowski)
Petropawliwśke (ukr. Петропавлівське, do 2016 Petriwśke, ukr. Петрівське) – wieś na Ukrainie, w obwodzie kijowskim, w rejonie boryspolskim, w zołocziwskiej wiejskiej hromadzie. W 2001 liczyła 546 mieszkańców, spośród których 511 wskazało jako ojczysty język ukraiński, 26 rosyjski, 1 mołdawski, 5 białoruski, 2 ormiański, a 1 inny.